# McLaren MP4/1
McLaren MP4/1 je McLarnov dirkalnik Formule 1, ki je bil v uporabi med sezonama 1981 in 1983, ko so z njim dirkali Andrea de Cesaris, John Watson in Niki Lauda. To je bil prvi dirkalnik, ki je uporabljal karbonsko šasijo, ki je danes standardna za vse dirkalnike Formule 1. V sezoni 1981 je de Cesaris dosegel vsega eno šesto mesto, Watson eno zmago na domači dirki za Veliko nagrado Velike Britanije, McLaren pa je bil ob koncu sezone šesti v konstruktorskem prvenstvu z 28-imi točkami. V naslednji sezoni 1982 sta Watson in Lauda dosegla vsak po dve zmagi, Britanec na Velikih nagradah Belgije in vzhodnih ZDA, Avstrijec pa na Velikih nagradah zahodnih ZDA in Velike Britanije, kar je moštvu skupno prineslo drugo mesto v konstruktorskem prvenstvu z 69-imi točkami. V sezoni 1983 je Watson zmagal na dirki za Veliko nagrado zahodnih ZDA, Lauda pa se višje od drugega mesta ni uspel uvrstiti, skupno je to moštvu prineslo peto mesto v konstruktorskem prvenstvu s 34-imi točkami.